# 片岡毛織
片岡毛織（かたおかけおり）は、愛知県津島市に本社を置いていた染色整理・毛織物製造・糸染業者。

## 概要
尾州毛織物の始祖とされる創業者により、1898年（明治31年）に創業された名門企業であった。宝塚音楽歌劇学校の袴地や警察予備隊の制服地を製織し、日紡貝塚女子バレーボールチームのユニフォーム生地の製作するなどの実績があった。

## 沿革
- 1898年（明治31年） - 創業者片岡春吉により片岡毛織工場が設立され、操業を開始する[2]。
- 1919年（大正8年） - 片岡毛織株式会社が設立される[2]。
- 1924年（大正13年） - 創業者片岡春吉が52歳で没する[2]。
- 2006年（平成18年） - 3月末をもって自主廃業[1]。